# Mydaea discimanoides
Mydaea discimanoides är en tvåvingeart som beskrevs av John Otterbein Snyder 1949. Mydaea discimanoides ingår i släktet Mydaea och familjen husflugor.
Artens utbredningsområde är Arizona. Inga underarter finns listade i Catalogue of Life.